# David M. Kipnis
David Morris Kipnis (* 23. Mai 1927 in Baltimore, Maryland; † 5. Februar 2014 in Clayton, Missouri) war ein US-amerikanischer Forscher und Internist am Barnes Hospital, das zur Washington University in St. Louis School of Medicine gehört. Er galt als Vertreter einer translationalen Medizin.

## Leben
Kipnis erwarb an der Johns Hopkins University einen Bachelor und einen Master und 1950 an der University of Maryland einen M.D. als Abschluss des Medizinstudiums. Er absolvierte seine Facharztausbildung an Krankenhäusern der Johns Hopkins University, Duke University und University of Maryland. Kipnis kam 1955 an die Washington University in St. Louis, wo er zunächst als Forschungsassistent bei den Nobelpreisträgern Carl F. Cori und Gerty Cori arbeitete. Von 1960 bis 1987 leitete Kipnis das Zentrum der Universität für klinische Forschung. 1965 erhielt er eine Professur für Innere Medizin, außerdem hatte er Professuren für Molekularbiologie und für Pharmakologie inne. 1992 wurde er emeritiert, blieb der Universität aber noch bis 2009 als Emeritus verbunden.
Kipnis konnte die Abteilung für Innere Medizin an der Washington University erheblich ausbauen und schloss ein wichtiges Forschungsabkommen mit der biomedizinischen Sparte von Monsanto. Als Forscher befasste er sich vor allem mit der Wirkung von Insulin und der Regulation seiner Ausschüttung, mit dem Transport von Glucose und Aminosäuren und mit den molekularen Mechanismen der Hormonwirkung.
1974 wurde Kipnis zum Mitglied der American Academy of Arts and Sciences und des Institute of Medicine gewählt, 1981 zum Mitglied der National Academy of Sciences. 1977 erhielt er die Banting-Medaille der American Diabetes Association, 1994 die George M. Kober Medal der Association of American Physicians. 1981 erhielt er ein Ehrendoktorat der University of Maryland, 2004 ein Ehrendoktorat der Washington University in St. Louis.
Kipnis war verheiratet und hatte drei Kinder. Seine Frau Paula, die 2012 starb, hatte sich ebenfalls um die Washington University verdient gemacht. Seit 2015 ist Daniel E. Goldberg der erste David M. and Paula L. Kipnis Distinguished Professor an der Washington University School of Medicine.